# North American AJ Savage
North American AJ Savage (från 1962 North American A-2 Savage) var ett amerikanskt hangarfartygsbaserat attack- och bombflygplan konstruerat av North American Aviation. Det byggdes för att ge de amerikanska hangarfartygen kärnvapenkapacitet och det var det första flygplan konstruerat för hangarfartygsbruk som kunde bära kärnvapen. Dess låga fart och dåliga räckvidd gjorde att den snart ersattes av Douglas A3D Skywarrior. Den fortsatte dock att tjänstgöra som spanings- och lufttankningsflygplan.

## Utveckling
Atombomberna över Hiroshima och Nagasaki visade att USA var världens första kärnvapenmakt. För USA:s flotta var det faktum att det var USAAF som stod för vapeninsatserna bekymmersamt och ett tecken på en kommande marginalisering. I flottan var man därför fast besluten att inte hamna på efterkälken och redan två dagar innan Japans kapitulation i augusti 1945 utfärdade man en offertförfrågan på ett hangarfartygsbaserat bombflygplan kapabelt att bära en 4,5 ton tung atombomb. Upphandlingen vanns av North American Aviation och ett första kontrakt om tre stycken prototyper skrevs 24 juni 1946. Den första prototypen genomförde sin jungfruflygning 3 juli 1948, men redan nio månader dessförinnan var ett kontrakt på en första produktionsserie om 55 flygplan påskrivet. I väntan på att AJ Savage skulle börja levereras byggdes elva stycken P2V Neptune om för att kunna starta från hangarfartyg med en atombomb. Det var bara en provisorisk lösning eftersom de egentligen var för stora för hangarfartygsbruk och de kunde inte heller landa på hangarfartyg efter avslutat uppdrag.
En fotospaningsversion beställdes också i augusti 1950. Dessa hade starkare kolvmotorer, högre stjärtfena, ombyggd stabilisator, mer bränsle, en fjärde besättningsman samt kameror både i nosen och i bombutrymmet. Dessa fick initialt beteckningen AJ-1P, men det ändrades till AJ-1P när en sista serie om 55 bombflygplan med samma förbättringar fick benämningen AJ-2. I september 1962 infördes ett enhetligt system för flygplansbeteckningar varvid AJ-1 fick beteckningen A-2A och AP-2 fick A-2B.

## Användning

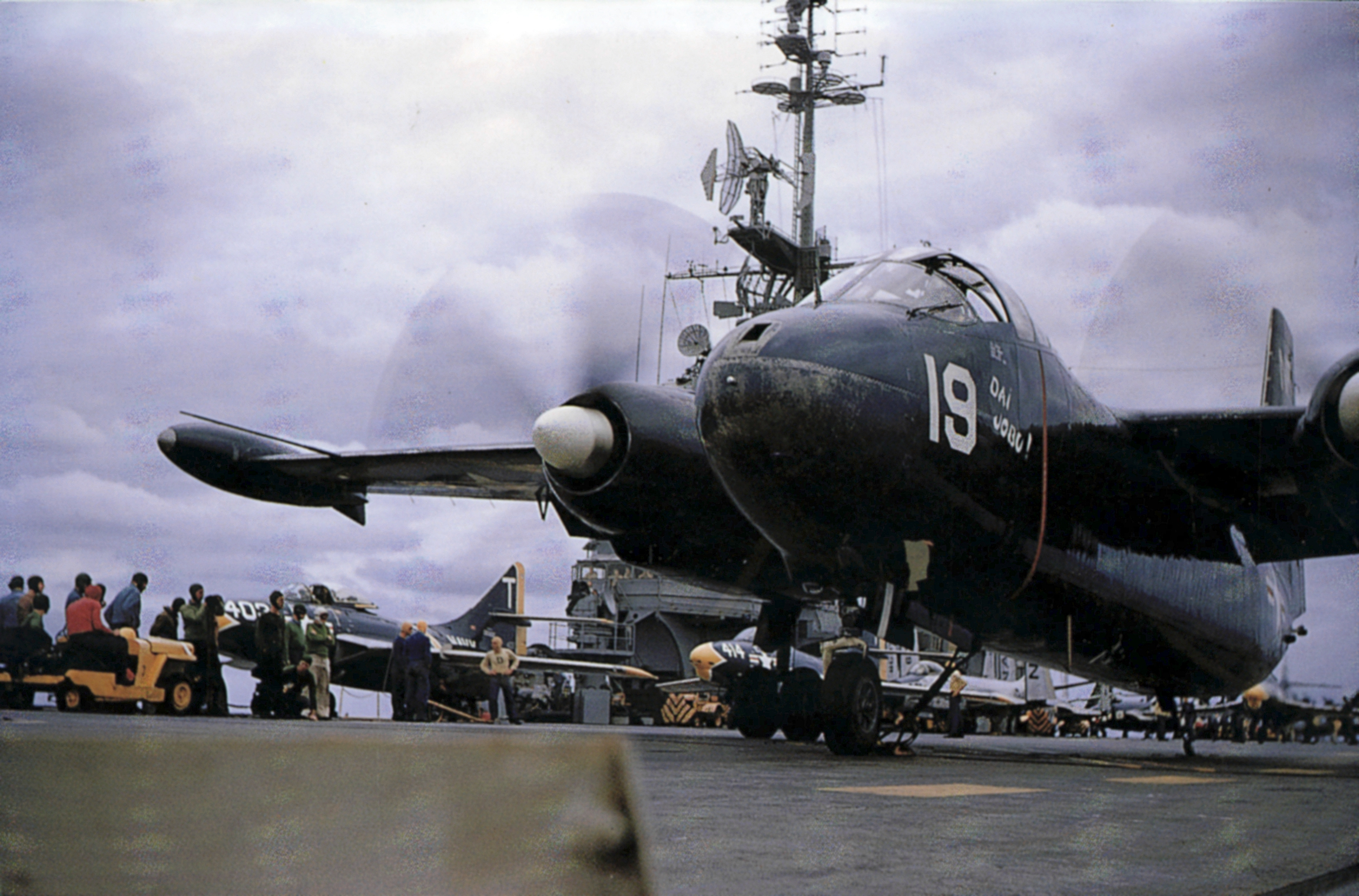
En AJ Savage klar att starta från, 1955.

De första flygplanen levererades till 5:e tunga attack- och spaningsdivisionen (RAVH-5) i september 1949 och den första sjökommenderingen var ombord på USS Coral Sea i april 1950. På grund av sin storlek kunde Savage bara användas på Midway-klassen och den nya Forrestal-klassen. Även på de fartygen tog de upp så mycket plats att det gick ut över övriga flygoperationer och man hade därför aldrig mer än tre stycken Savages ombord samtidigt. Sjätte flottan löste det genom att basera sina Savages i Kénitra i Marocko och bara använda hangarfartygen för att tanka flygplanen och lasta ombord kärnvapnen. Stillahavsflottan baserade på samma sätt sina Savages i Pohang i Sydkorea. De flesta var dock baserade i Kontinentala USA. AJ Savage hade en ganska kort karriär som bombflygplan. Räckvidden vara bara drygt 2 000 km, och även med jetmotorn påslagen var den för långsam för att ha någon chans mot moderna jaktflygplan som MiG-15. Många byggdes om till lufttankningsflygplan och användes som sådana under andra hälften av 1950-talet. Spaningsversionen hade längre räckvidd och under Koreakriget flög 61:a spaningsdivisionen baserad i Cavite City på Filippinerna spaningsflygningar över Nordkorea och Kina. Även dessa ersattes med Douglas A3D Skywarrior 1959. Tre stycken AJ-2 togs över av NASA som använde dem för att simulera tyngdlöshet under 0g-manövrer. En köptes också av Lycoming för att användas för motorprov fram till 1984 då den inte längre ansågs flygduglig och skänktes till National Naval Aviation Museum i Pensacola, Florida. Det är det enda bevarade exemplaret.

## Konstruktion
North American AJ Savage var ett högvingat flygplan med raka vingar. Vingarna kunde vikas för att ta mindre plats, men det kunde endast göras manuellt vilket var tidsödande. Det hade dubbla framdrivningssystem; dels två stycken Pratt & Whitney R-2800 radialmotorer i gondoler under vingarna, dels en Allison J33 jetmotor i bakkroppen. Jetmotorns uppgift var att ge extra dragkraft vid start och vid anfall. Jetmotorns luftintag satt på ryggen strax framför fenan och kunde stängas när jetmotorn inte användes för att ge mindre luftmotstånd. De båda kolvmotorerna hade var sin turbo i stället för kompressor vilket annars var det vanligaste vid den här tiden. Landningsstället bestod av noshjul och dubbla huvudhjul som fälles in i motorgondolerna. Besättningen bestod av tre man. Bombutrymmet var stort nog för en atombomb i samma storlek som Fat Man.

## Varianter
- XAJ-1 – Prototyp med Pratt & Whitney R-2800-44-motorer på 2 300 hk. 3 byggda.
- AJ-1 (A-2A) – Första produktionsserien med Pratt & Whitney R-2800-44W-motorer på 2 400 hk. 55 byggda.
- AJ-2 (A-2B) – Andra produktionsserien med Pratt & Whitney R-2800-48-motorer på 2 500 hk, högre stjärtfena, rak stabilisator och mer bränsle. 55 byggda.
- AJ-2P – Fotospaningsversion. 30 byggda.